# Lista över förhistoriska benfiskar

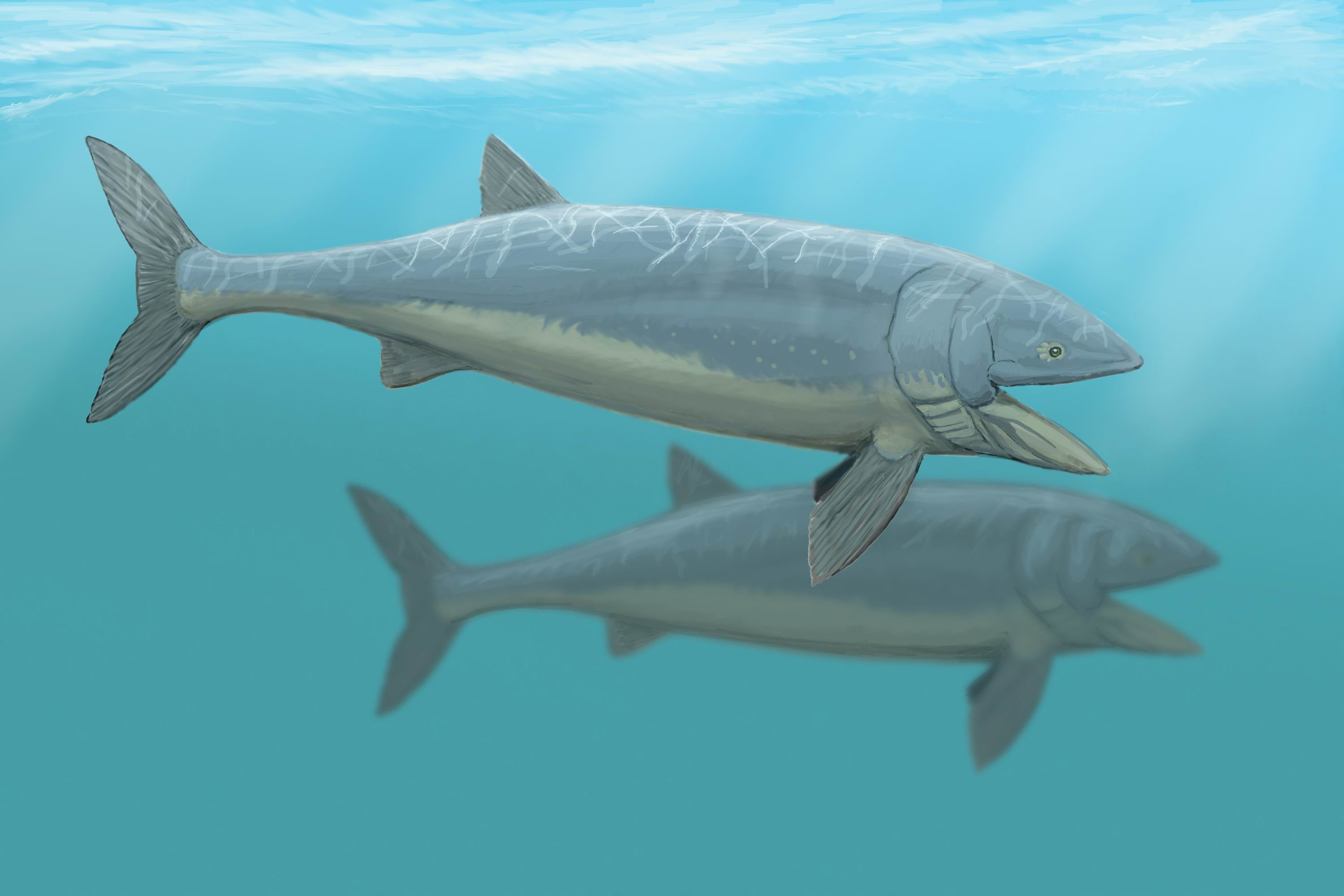
Leedsichthys, en gigantisk pachycormid från jura

Denna Lista av förhistoriska benfiskar  är en omfattande lista av alla släkten man hittat fossil av och sedan klassificerat som benfiskar. I listan ingår även släkten som har omtvistad klassificering samt fiskar som inte längre anses vara benfiskar. I listan kan det förekomma djur av annat slag, detta på grund av att synonymer för en ursprunglig benfisk också har blivit nerskriven. 
Listan innefattar 1 386 släkten. 
- Utdöda släkten är bemärkta med ett kors (†).
- Nu levande släkten är skrivna i fetstil.

## Lista
| - †Abadzekhia - †Absalomichthys - Acanthognathus - †Acanthonemus - Acanthonotus - †Acanthopleurus - †Acanthopygaeus - Acanthurus - Acentrogobius - †Acentrophorus - †Acestrus - Achiurus - Achoania - †Achrestogrammus - Acipenser - †Acrogaster - †Acrognathus - †Acrolepis - Acropoma - †Acrotemnus - †Adriacentrus - †Aedulla - †Aegicephalichthys - †Aeoliscoides - Aeoliscus - †Aethalionopsis - †Aetheodontus - †Aetheolepis - †Aetheretmon - †Africentrum - †Aglyptorhynchus - Agonus - †Aipichthyoides - †Aipichthys - Albula - †Alcoveria - Alectis - Alepes - Alepisaurus - †Alisea - †Alleiolepis - †Allelepidotus - †Allenypterus - †Alloberyx - †Allolepidotus - Allosmerus - †Allothrissops - Alosa - Alutera - †Aluvarus - Amanses - †Amblypterina - †Amblypterus - †Amiopsis - Ammodytes - †Ampheristus - †Amphiperca - Amphistichus - †Amphistium - †Anaethalion - †Analectis - Anarhichas - Anarrhichthys - Anchoa - †Andreolepis - Anguilla - †Anguillavus - †Anguilloides - Anisotremus - †Ankylophorus - †Anomoeodus - Antennarius - Antigonia - †Antofastaichthys - †Apateodus - †Apateopholis - †Aphanepygus - †Aphelolepis - Aphia - †Aphnelepis - Aplodinotus - Apogon - †Apogonoides - Apolectus - Apsilus - †Apsopelix - Aracana - Araeosteus - †Aramichthys - †Araripichthys - †Archaeolepidotus - †Archaeomaene - †Archaephippus - †Archaeus - †Arctosomus - †Ardiodus - Argentina - †Argillichthys - †Argilloberyx - Argyripnus - Argyropelecus - Argyrosomus - Ariomma - Ariosoma - Arius - Arnoglossus - Artedius - †Asarotus - †Ascalobos - †Asialepidotus - †Asima - †Asineops - †Aspidorhynchus - †Asthenocormus - Astronesthes - †Atacamichthyss - Ateleopus - Atheresthes - Atherina - Atherinopsis - †Athrodon - †Atopocephala - †Aulolepis - †Aulopopsis - Aulopus - †Aulorhamphus - Aulorhynchus - †Aulostomoides - Aulostomus - †Australosomus - †Austroclupea - †Austrolepidotus - Austrophycis - †Austropleuropholis - †Avitolabrax - †Avitoluvarus - †Axelia - Bairdiella - †Bajaichthys - †Baleiichthys - Balistes - †Balistomorphus - †Bananogmius - †Barcarenichthyes - Bassozetus - Bathyclupea - Bathygadus - †Bathylagus - †Bathysoma - Batrachoides - †Beaumontoperca - †Beerichthys - Belone - †Belonostomus - Bembrops - †Bendenius - Benthocomectes - Benthosema - †Berybolcensis - †Berycomorus - †Berycopsia - †Berycopsis - Beryx - †Besania - †Bilinia - †Birgeria - †Blabe - Blennius - †Blochius - †Bobasatrania - †Bobbichthys - Bodianus - †Bolbocara - †Bolcanguilla - †Bolcyrus - Bolinichthyes - Boops - †Boreichthys - †Boreolepis - †Boreosomus - †Borichthys - Bothus - Brachionichthys - Brachydeuterus - †Brachypareion - Brama - †Bramoides - Branchiostegus - †Brannerion - †Bregmacerinia - Bregmaceros - †Brembodus - †Broovalia - Brosme - Brosmius - Brotula - †Broughia - †Broweria - †Browneichthys - †Brychaetus - Buglossidium - †Burbonella - †Burtinia - Caesio - †Caeus - †Calamostoma - Calamus - Callionymus - †Callipteryx - †Callopterus - †Callopteus - Callyodon - Calotomus - †Canningius - †Canobius - †Caproberyx - Capros - †Caprovesposus - †Carangodes - †Carangopsis - Caranx - Carapus - †Caridosuctor - †Carpathichthys - †Carsothrissops - †Caruichthys - †Casierius - †Casieroides - †Caturus - Centracanthus - Centriscus - Centroberyx - †Centrolepis - Centropomus - Centropristis - †Cephaloxenus - Cepola - †Ceramurus - †Ceratoichthys - Ceratoscopelus - Chaetodon - Chaeturichthys - †Chagrinia - †Chalcidichthys - Chanda - †Changxingia - †Chanopsis - Chanos - †Chardonius - †Charitopsis - †Charitosomus - †Charleuxia - Chauliodus - †Chaunax - Cheilinus - †Cheirodopsis - †Cheirothrix - Chelmon - †Chibapsetta - †Chichia - Chilara - Chilomycterus - †Chirocentrites - Chirocentrus - †Chirodipterus - Chirostoma - †Chirothrix - Chitonotus - Chlorophthalmus - †Chondrosteus - †Chongichthys - Chromis - †Chrotichthys - †Chrysolepis - †Chungkingichthyes - †Cimolichthys - Citharichthys | - Citharus - †Cladocyclus - †Cleithrolepis - Clidoderma - Clinus - †Clupavus - Clupea - Cobitopsis - †Coccocephalichthys - †Coccoderma - †Coccodus - †Coccolepis - †Coelacanthopsis - †Coelocanthus - †Coelodus - †Coelogaster - Coelorhynchus - †Colobodus - Colpichthyes - †Conchodus - Conger - Coriops - †Cornuboniscus - †Corunegenys - Coryphaenoides - †Coryphaenopsis - Coryphopterus - †Cosmolepis - †Cosmoptychius - Cottopsis - Crenidens - †Crenolepis - †Cretatriacanthus - †Cristigerina - †Crossognathus - †Cryptobalistes - †Cryptoberyx - †Cryptolepis - Ctenoberyx - †Ctenocephalichthys - †Ctenodentex - †Ctenognathichthys - †Ctenopomichthys - Ctenosciaena - †Ctenothrissa - †Cualabaea - Cubiceps - Cyclopoma - Cyclopterus - †Cycloptychius - Cyclothone - †Cylindracanthus - Cymatogaster - Cynoscion - †Cyranichthys - †Cyranorhis - †Cyttoides - †Dactylopogon - Dactyloptena - Dactylopterus - †Daedalichthys - †Daitingichthys - †Dalmatichthys - †Dalpiazella - Damalichthys - Danaphos - †Danatinia - †Dandya - Dannevigia - †Dapalis - †Dapaloides - †Dapedium - †Dastilbe - †Davichthys - Decapterus - †Decazella - Deltentosteus - Dentex - †Deprandus - †Dercetis - †Dercetoides - Dermatopsis - †Devonesteus - †Devonosteus - †Diabolepis - †Dialiipina - Diaphus - †Diaphyodus - Dibranchus - Dicologoglossa - †Dictyopype - †Digoria - †Dimorpholepis - †Dinelops - †Dinopteryx - Diodon - Diplacanthopoma - †Diplocercides - Diplodus - †Dipnorhynchus - †Dipterichthys - †Dipteronotus - †Dipterus - Dipulus - Diretmus - †Dollopterus - †Domeykos - †Dorsolepis - †Drimys - †Drydenius - †Ductor - †Dwykia - †Eastmanalepes - †Ebenaqua - Echelus - Echeneis - †Echidnocephalus - Echiodon - †Eclipes - †Ecrinesomus - †Ectasis - †Ectosteorhachis - †Egertonia - †Eichstaettia - †Eigilia - Electrona - †Elonichthys - †Elopoides - †Elopopsis - Elops - †Elpistoichthys - Emmelichthys - †Enchelion - †Enchelurus - †Enchelyolepis - †Enchodus - Engraulis - †Enigmatichthys - †Enischorhynchus - †Enniskillenus - Enophrys - †Enoplophthalmus - Enoplosus - †Eoanguilla - †Eoaulostomus - †Eobothus - †Eobuglossus - †Eocoelopoma - †Eocottus - †Eodiaphyodus - †Eodiodon - †Eoeugnathus - †Eoholocentrum - †Eokrefftia - †Eolabroides - †Eolactoria - †Eolamprogrammus - †Eolates - †Eolophotes - †Eoluvarus - †Eomesodon - †Eomuraena - †Eomyctophum - Eomyrophis - †Eomyrus - †Eopeyeria - †Eophycis - †Eoplatax - †Eoplectus - †Eoprotelops - Eopsetta - †Eosalmo - †Eosaurichthys - †Eosemionotus - †Eoserranus - †Eospinus - †Eosynanceja - †Eotetraodon - †Eothynnus - †Eothyrstites - †Eotrigonodon - †Eozanclus - Epigonus - Epinephelus - Epinnula - †Eriquius - †Erugocentrus - †Esocelops - †Etringus - Etrumeus - †Eubiodectes - †Eugnathides - Euleptorhamphus - Eulichthys - †Euporosteus - †Eurycormus - †Eurynotoides - †Eurypholis - †Eurystichthys - †Eusemius - †Eusthenopteron - Euthynnus - †Euthynotus - †Eutrichiurides - Eutrigla - †Evenkia - Evermanella - †Evesthes - Exallias - †Exellia - †Exocoetoides - Fistularia - †Fistularioides - †Flindersicthys - †Flugopterus - †Fukangichthys - †Furo - †Gabanellia - †Gadella - Gadiculus - Gadomus - Gadus - Gaidropsarus - †Ganoessus - †Ganolytes - †Ganorhynchus - †Gardinerichthys - †Garnbergia - †Gasteroclupea - †Gasterorhamphosus - Gasterosteus - †Gaudryella - †Gazolapodus - Gazza - Gempylus - Genyonemus - Genypterus - Gephyroberyx - Gerres - †Gharbouria - †Gibbodon - †Gigantopterus - †Gillicus - †Gillidia - †Ginsburgia - Glaucosoma - Glyptocephalus - †Glyptolepis - Glyptophidium - †Glyptopomus - †Gnathoberyx - Gnathophis - Gobius - †Gonatodus - †Goniocranion - Gonostoma - †Goslinophis - †Goudkoffia - †Gracilignathicthys - Grammatorcynus - †Graphiuricthys - †Greenwoodella - †Griphognathus - †Grossipterus - †Grypodon - Gymnosarda - Gymnoscopelus - †Gyrodus - †Gyrolepidoides - †Gyrolepis - †Gyronchus - †Gyroptychius - †Gyrosteus | - †Habroichthys - †Hacquetia - †Hadronector - †Hainbergia - †Halec - †Halecopsis - Haliophis - †Haljulia - †Hamodus - †Haplolepis - Harengula - †Helgolandichthys - †Helichthys - †Helmolepis - Hemerocoetes - †Hemicalypterus - †Hemilampronites - †Hemirhabdorhynchus - Hemirhamphus - †Hemisaurida - Hemithyrsites - †Hengnania - †Heptanema - †Heterolepidotus - †Heterostrophus - †Heterothrissa - Hildebrandia - Hippocampus - Hippoglossoides - †Hipposyngnathus - †Histionotus - †Histiothrissa - †Holocentrites - Holocentrus - †Holodipterus - †Holophagus - †Holopterygius - †Holoptychus - †Holosteus - †Homonotichthys - †Homorhynchus - Hoplichthys - Hoplobrotula - †Hoplopteryx - Hoplostethus - Hoplunnis - Hucho - †Hulettia - †Humilichthys - †Hungkiichthys - Huso - †Hydropessum - Hygophum - Hymenocephalus - Hypacanthus - Hyperoglyphe - Hyperoplus - Hyperprosopon - Hypomesus - Hyporhamphus - Hypsocormus - Icelinus - †Ichthyoceras - Ichthyococcus - †Ichthyodectes - †Ichthyokentema - †Ichthyotringa - †Idrissia - †Igornella - Ilisha - †Illiniichthys - †Imhoffius - †Indotrigonodon - †Inichthys - †Inocentrus - †Ionoscopus - †Ioscion - Isacia - Isopsetta - †Istieus - Istiophorus - †Isurichthys - †Izuus - †Jacobulus - Japonoconger - †Joleaudichthys - †Judeichthys - †Judeoberyx - †Jungersenichthys - †Kankatodus - †Kansius - †Kentuckia - †Knightia - †Koonwarria - †Korutichthys - Kryptophaneron - Kuhlia - †Kushlukia - Kyphosida - †Kyrtogymnodon - Labrisomus - Labrodon - †Labrophagus - Labrus - Lactarius - Laemonema - Lampadena - Lampanyctodes - Lampanyctus - Lampichthyes - Lampris - †Landanichthys - Larimus - †Latvius - †Laugia - †Laytonia - †Lebonichthyes - †Lednevia - †Leedsichthys - †Legnonotus - †Lehmanotus - Leiognathus - Lepidion - Lepidocottus - †Lepidogobius - Lepidopus - Lepidorhombus - Lepidotrigla - †Lepidotus - Lepisosteus - Lepophidium - †Leptecodon - Leptocottus - †Leptolepides - Leptolepis - Leptoscopus - †Lestidiops - Lethops - Leuresthes - †Libanoberyx - †Libotonius - †Libys - †Ligulalepis - †Ligulella - Limanda - †Liodesmus - †Lirosceles - †Lissoberyx - Lithognathus - †Litoptychius - Liza - Lobianchia - †Lobopterus - †Lochmocereus - †Lompoquia - Lonchistium - †Lophar - †Lophiostomus - Lophius - †Lophosteus - Lota - †Luganoia - †Luisichthys - †Luisiella - †Lusitanichthys - Luvarus - †Luxilites - Lycodopsis - Lyconectes - †Lycoptera - Lyopsetta - †Lyrolepis - Maccullochella - †Macrepistius - †Macroaulostomus - †Macropoma - †Macropomoides - †Macrosemius - Macruronus - †Madariscus - Makaira - Malacocottus - †Malacopygaeus - Mallotus - †Manlietta - Marosichthys - †Martinichthys - Mastygocercus - Matarchia - Maulisia - Maurolicus - Megalops - †Megapomus - †Megistolepis - †Meidiichthys - Melamphaes - †Melanognathus - Melanogrammus - Melanonus - Mene - Menidia - Menticirrhus - †Meridensia - Merlangius - Merluccius - †Mesoclupea - †Mesolepis - †Mesturus - †Microcapros - Microchirus - Microgadus - Micromesistius - †Micromyrus - †Micropycnodon - Microstomus - †Miguashaia - †Milananguilla - †Mimia - †Mioplosus - Mola - Molva - Monocentris - Monochirus - Monolene - Monomitopus - †Moorevillia - Morone - †Moythomasia - Mugil - Mullus - Mupus - Muraena - Muraenesox - Myctophum - †Mylacanthus - †Mylomyrus - Myripristis - Myroconger - Mystriophis - †Nannolepis - Nansenia - †Nardoichthys - Naso - †Natlandia - †Naupygus - †Naxilepis - Neanthias - Nebris - †Nematonotus - †Nematoptychius - Neobythites - †Neocassandra - †Neocybium - †Neohalecopsis - †Neopachycormus - †Neopholidophoropsis - Neoplatycephalus - †Neorhombolepis - Neoscombrops - Nerophis - †Nesides - Nettastoma - †Neuburgella - Nezumia - †Niobrara | - †Nolfophidion - Notacanthus - †Notagogus - †Notelops - Notesthes - †Notogoneus - Notolepis - Notoscopelus - †Nozamichthys - †Nursallia - †Nybelinoides - Oblada - †Occithrissops - †Ocystias - †Odmdenia - †Odonteabolca - Ogcocephalus - Ogilbia - †Ohuus - †Oligobalistes - †Oligodiodon - †Oligolactoria - †Oligopleura - †Oligopleurus - Oligoplites - Oligopus - †Omosoma - †Omosomopsis - †Oncolepis - Oncorhynchus - Onuxodon - †Onychodus - Ophidion - Ophiodon - †Ophiopsis - Ophisthoproctus - Ophisurus - †Opisthomyzon - Opisthonema - †Opistopteryx - Oplegnathus - †Opsithrissops - Optivus - †Oreochima - †Ornategulum - †Orthocormus - Orthopristis - †Orthurus - †Orvikuina - †Oshunia - †Osmeroides - Osmerus - †Osorioichthys - †Ospia - †Ostariostoma - †Osteolepis - †Osteorachis - Ostracion - Ostracoberyx - †Otomitla - Oxyjulis - †Pachycormus - †Pachyrizodus - †Pachythrissops - †Pachytrissops - Pagellus - Pagrus - †Palaedaphus - †Palaeoatherina - †Palaeobalistum - †Palaeocentrotus - †Palaeocyttus - †Palaeogadus - †Palaeolycus - †Palaeomolva - †Palaeomyrus - †Palaeoniscum - †Palaeoperca - †Palaeopercichthys - †Palaeophichthys - †Palaeorhynchus - †Palaeothrissum - †Palaeothunnus - †Paleopsephurus - †Palimphyes - †Panderichthys - †Pantophilus - Panturichthys - †Paraberyx - †Paracalamus - †Paracentrophorus - Paraconger - †Paracongroides - †Paradrydenius - †Paraeoliscus - †Paragonatodus - †Paraipichthys - †Paralbula - †Paralepidosteus - †Paralepidotus - Paralepis - Paralichthys - †Paralogoniscus - †Paramblypterus - †Paramesolepis - †Paramphisile - †Paranguilla - †Paranogmius - Parapercis - †Parapholidophorus - Paraplagusia - †Paraplatax - †Parapleuropholis - Parapristopoma - †Parapygaeus - †Pararhenanoperca - †Parascopelus - †Parasemionotus - †Parasphyraena - †Parasynarcualis - †Paratarpon - †Paratarrasius - †Paratichthys - †Paratrachinotus - Paratrisopterus - †Paravinciguerria - †Parechelus - †Parenchodus - Parophrys - †Parospinus - Parvilux - †Pasaichthys - †Patavichthys - †Pateroperca - †Pattersonichthys - †Pattersonoberyx - Pegusa - †Peipiaosteus - †Pelargorhynchus - Pelates - †Peltoperleidus - †Peltopleurus - Pempheris - Pennahia - Pentaceros - Pentanemus - Pentaprion - Percalates - †Percostoma - †Pericentrophus - †Peripeltopleurus - Peristedion - †Perleidus - Perulibatrachus - †Petalopteryx - Phanerodon - †Phanerosteon - †Pharmacichthys - †Phoenicolepis - †Pholidoctenus - †Pholidolepis - †Pholidophoretes - †Pholidophoristion - †Pholidophoroides - †Pholidophoropsis - †Pholidophorus - †Pholidopleurus - †Pholidorhynchodon - †Phosphichthys - Photichthys - Phycis - †Phylactocephalus - †Phyllodus - Physiculus - †Pillararhynchus - Pimelometopon - †Pinichthys - †Pirskenius - †Pisdurodon - Pisodonophis - †Piveteauia - †Placopleurus - †Plagioholocentrum - Platax - Platichthys - †Platinx - Platycephalus - †Platylaemus - †Platylates - †Platysiagum - †Platysomus - †Plectocretacicus - Plectorhinchus - Plectrites - Plectrypops - †Plesioberyx - †Plesiococcolepis - †Plesiolepidotus - †Plesioperleidus - †Plesioserranus - †Plethodus - Pleuronichthys - †Pleuropholis - †Podocephalus - Podothecus - Pogonias - Pollachius - Polydactylus - †Polygyrodus - †Polyipnoides - Polyipnus - Polymetme - Polymetmeglareosus - Polymixia - †Polyosteorhynchus - †Polzbergia - Pomacanthus - Pomadasys - Pomolobus - Pontinus - Porichthys - †Porolepis - Poromitra - †Powichthys - †Praewoodsia - †Pranesus - †Prevolitans - †Priacanthopsis - Priacanthus - †Prionolepis - †Prionopleurus - Prionotus - †Priscacara - Pristigenys - †Pristiosomus - †Proaracana - †Proargentina - †Procheirichthys - †Prodiodon - †Progempylus - †Progymnodon - †Prohalecites - †Prolates - †Prolepidotus - †Proleptolepis - †Proluvarus - †Promegalops - †Pronotacanthus - †Propercarina - †Propteridium - †Propterus - †Prosauropsis - †Proscinetes - †Proserranus - †Proserrivomer - †Prosolenostomus - Prosopium - †Protacanthodes - †Protamblyptera - †Protanthias - †Protarpon - Protaulopsis - †Protautoga - †Protelops - †Proteomyrus - †Protobalistium - †Protobrama - †Protobrotula - †Protoclupea - Protolophotus - Protomyctophum - †Protorhamphosus - †Protoscaphirhynchus - †Protosphyraena - †Protostomias - †Protriacanthus - †Prymnetes - Psenes - †Psenicubiceps - Psettodes - †Psettopsis - †Pseudholocentrum - †Pseudoberyx | - †Pseudoegertonia - Pseudohilsa - Pseudohistiophorus - †Pseudoleptolepis - Pseudophichthyes - Pseudophycis - †Pseudoraniceps - Pseudoscaris - Pseudoscopelus - †Pseudoseriola - †Pseudosphaerodon - †Pseudosyngnathus - †Pseudotetrapterus - †Pseudoumbrina - †Pseudovomer - Pseudoxenomystax - †Psilichthys - †Pteronisculus - Pterothrissus - †Pterygocephalus - †Ptycholepis - Pungitius - Pycnodus - †Pycnosterinx - †Pycnosteroides - †Pygaeus - †Quisque - Rachycentron - Radulinus - †Ramallichthys - †Ramphosus - Raniceps - †Rankinian - Rexea - †Rhabdoderma - †Rhabdofario - †Rhabdolepis - Rhacochilus - †Rhacolepis - †Rhadinichthys - †Rhamphexocoetus - †Rhamphognathus - †Rharbichthys - Rhechias - †Rhenanoperca - †Rhinocephalus - †Rhinodipterus - †Rhizodus - Rhynchoconger - †Rhynchocymba - †Rhynchodercetis - †Rhynchorinus - †Rhythmias - Roncador - †Rubiesichthys - Saccogaster - †Sahelinia - †Sakamenichthys - †Salminops - Salmo - Salvelinus - Sarda - Sardina - Sardinella - †Sardinius - †Sardinoides - Sardinops - Sargocentron - †Sargodon - Sargus - Sarmatella - †Sassenia - †Saurichthys - †Saurocephalus - †Saurodon - †Sauropsis - †Saurorhamphus - †Saurorhynchus - †Saurostomus - Scalanago - †Scanilepis - Scarus - Scatophagus - Sciaena - Sciaenops - †Sciaenurus - †Scianenuropsis - †Scleracanthus - Scomber - Scomberesox - Scomberoides - Scomberomorus - †Scombramphodon - †Scombrinus - †Scombroclupea - Scombrops - †Scombrosarda - †Scombrosphyraena - Scopelarchus - Scopelogadus - †Scopeloides - Scopelopsis - Scopelosaurus - Scophthalmus - Scorpaena - Scorpaenichthys - Sebastes - †Sebastodes - †Sedenhorstia - †Seefeldia - Selar - Selenaspis - †Semionotus - †Seriola - Seriphus - †Serranopsis - Serranus - †Serrolepis - †Siganopygaeus - Sillaginoides - Sillago - †Sinocoelacanthus - †Sinoeugnathus - †Sinoniscus - †Sinosemionotus - Sirembo - †Smilodonichthys - Solea - †Solenorhynchus - Solenostomus - †Songanella - Sparisoma - †Sparnodus - Sparus - †Spathiurus - †Sphathiurus - †Sphenocephalus - Sphyraena - †Sphyraenodus - Sphyraenops - Spicara - †Spinacanthus - Spirinchus - †Sponysedrion - Squalogadus - †Stegotrachelus - †Stemmatodus - Stenatherina - Stenobrachius - †Stensioonotus - Sternoptyx - †Stichoberyx - †Stichocentrus - †Stichopterus - †Stichopteryx - Stolephorus - †Stomiahykus - †Stratodus - †Strepeoschema - Stromateus - †Stromerichthys - †Strongylosteus - †Strunius - †Styloichthyes - †Styracopterus - †Sundayichthys - Symbolophorus - Symphodus - Symphurus - Synagrops - Syngnathus - †Synhypuralis - Synodus - †Syntengmodus - †Tachynectes - Taenioconger - Tarletonbeania - †Tarrasius - †Tegeolepis - †Telepholis - †Tenuicentrum - Teratichthys - †Tetragonolepis - Tetragonurus - Tetraodon - †Tetrapterus - †Thalattorhynchus - †Tharrhias - †Tharsis - †Thaumaturus - Theragra - †Thomasinotus - †Thoracopterus - †Thrissops - Thunnus - †Thursius - Thymallus - †Thyrsion - †Thyrsitocephalus - †Thyrsocles - †Tibetodus - †Ticinepomis - †Tienshaniscus - †Tiktaalik - †Todiltia - Toxotes - †Trachelacanthus - †Trachicaranx - †Trachichythyoides - Trachinus - Trachurus - Trachyrhinchus - †Trewavasia - Triacanthus - †Trichiurichthys - Trichiurus - †Trichurides - Trigla - †Trigonodon - Triodon - †Tripelta - Triphoturus - Tripterophycis - Tripterygion - Trisopterus - †Tselfatia - †Tubantia - †Tungtingichthys - †Tungusichthys - †Tunita - †Turahbuglossus - †Turkmene - †Tylerichthys - †Uarbyichthys - Umbra - Umbrina - †Undina - †Uranolophus - Uranoscopus - †Urenchelys - Uroconger - Urophycis - †Urosphen - †Urosphenopsis - †Urosthenes - †Uydenia - Valenciennellus - †Varasichthys - Velifer - Ventrifossa - Verilus - †Veronanguilla - †Veronavelifer - Vinciguerria - †Vinctifer - †Volcichthys - †Voltaconger - †Vomeropsis - †Wadeichthys - †Wangia - †Wardichthys - †Watsonichthyes - †Watsonulus - †Wendyichths - †Westollia - †Wetherellus - †Whitapodus | - †Whiteia - †Whiteichthys - †Willomorichthys - †Wimania - Xenistius - †Xiphactinus - Xiphias - †Xiphiorhynchus - †Xiphopterus - †Xyne - †Yonngichthys - †Youngolepis - †Yuchoulepis - †Zanclites - Zanclus - Zaniolepis - †Zaphlegulus - Zenion - Zenopsis - †Zeuchthiscus - Zeus - †Zignoichthys - Zoarces |

## Galleri

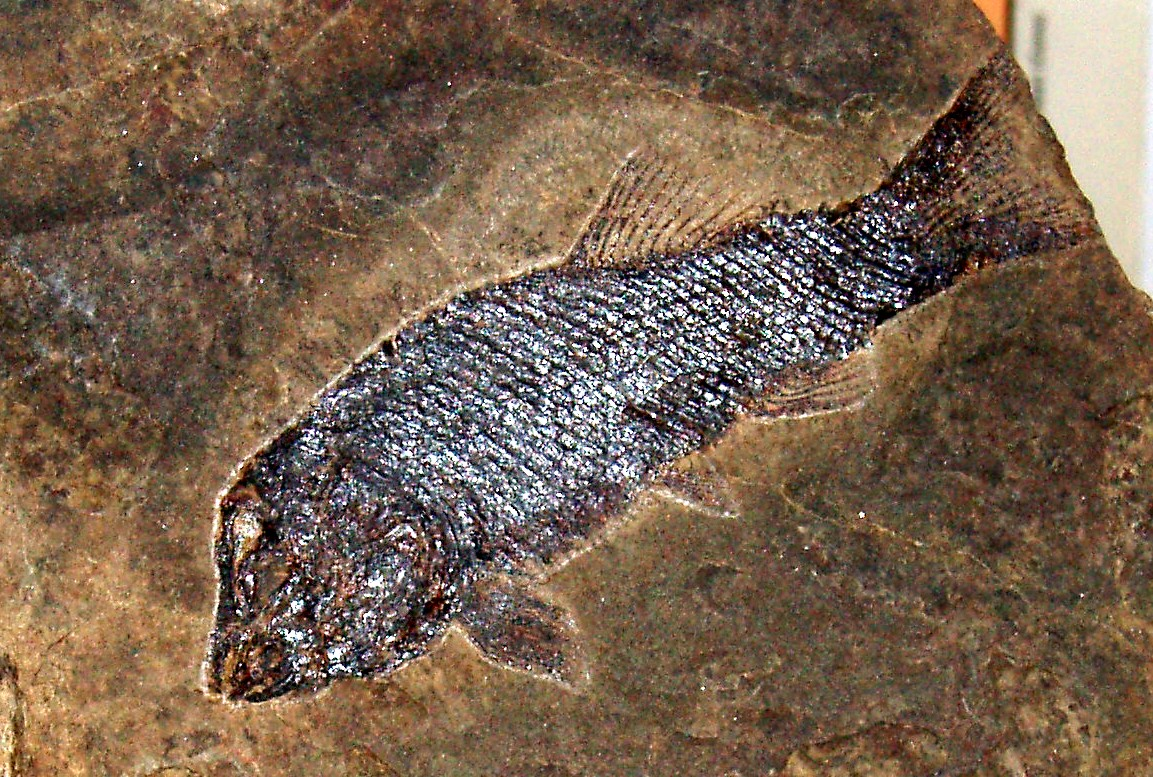
Aetheodontus besanensis
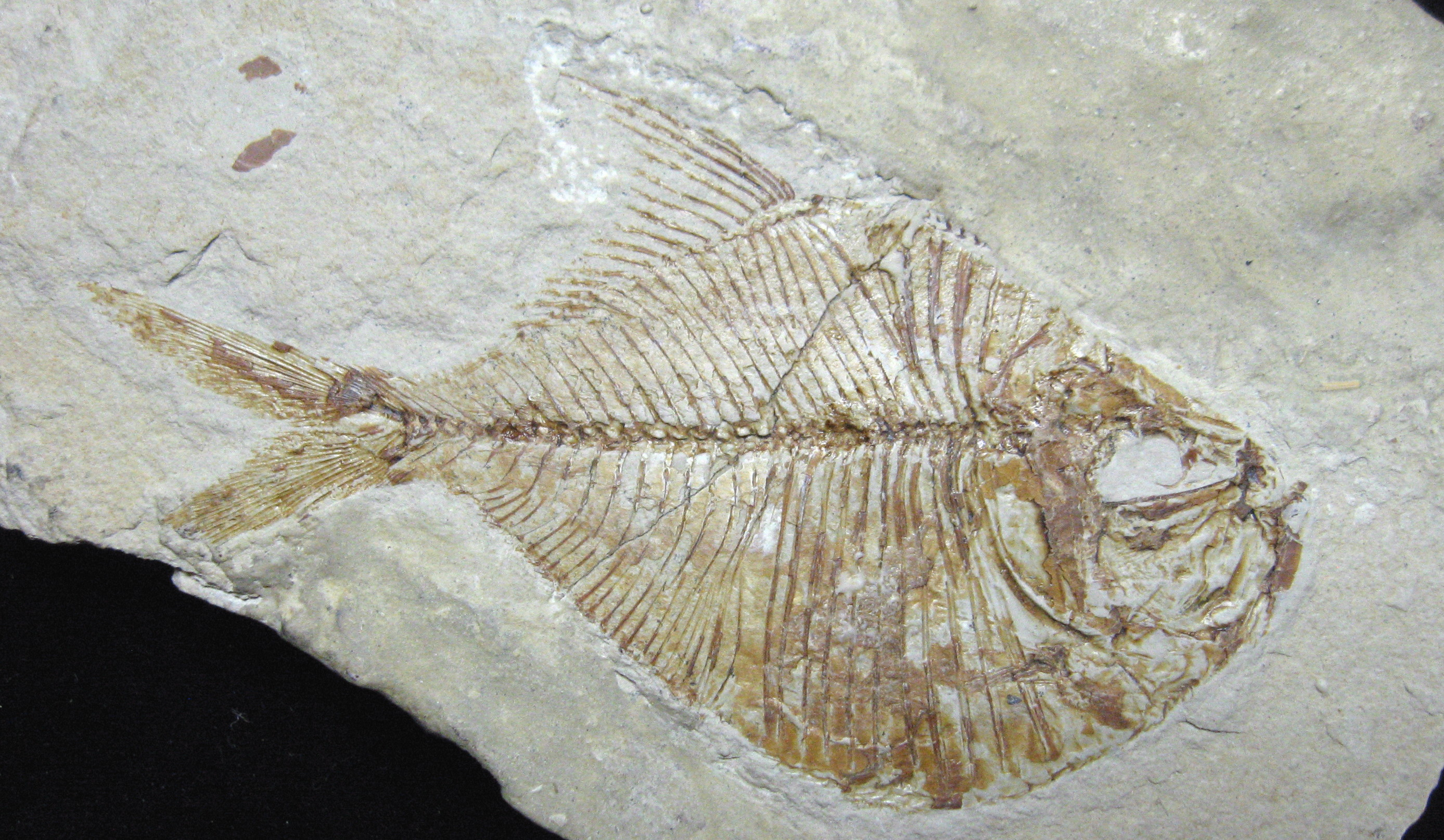
Aipichthys velifer
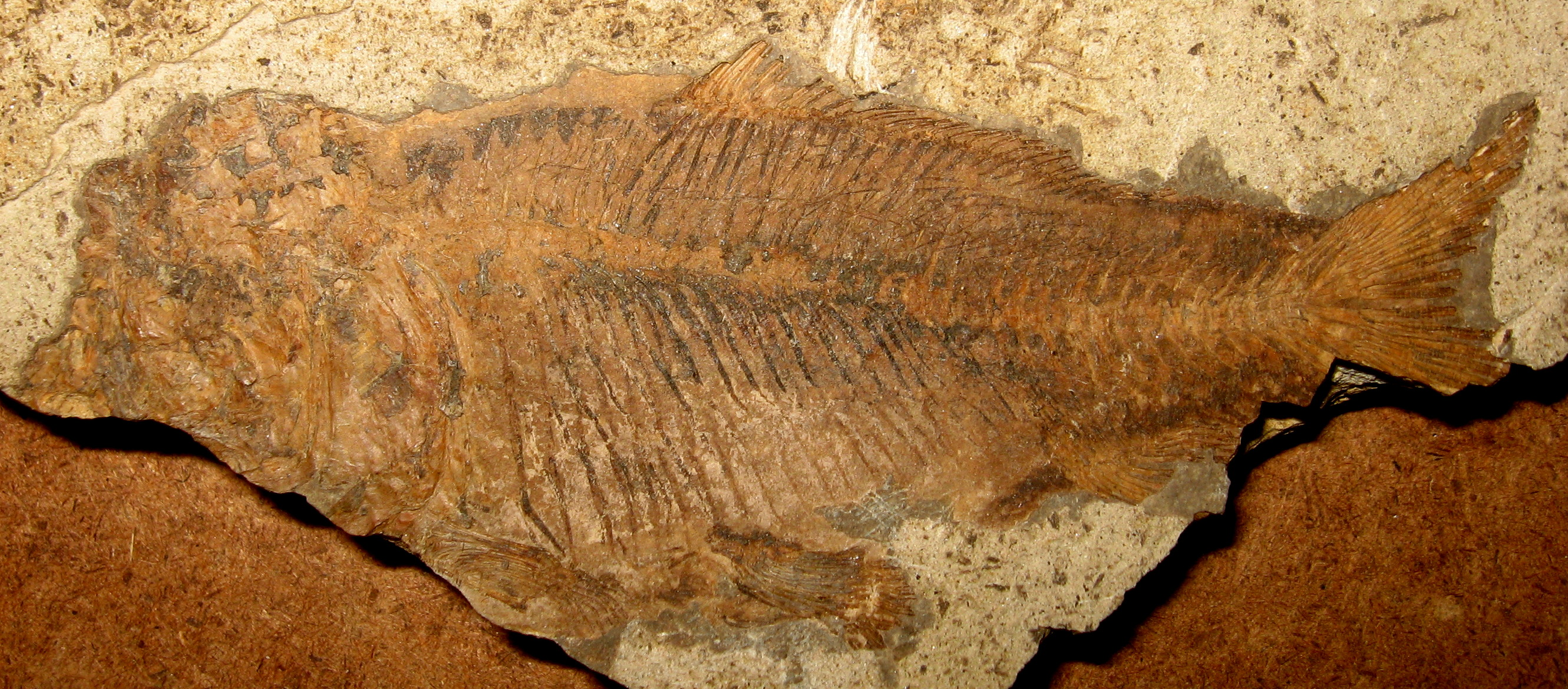
Amyzon aggregatum
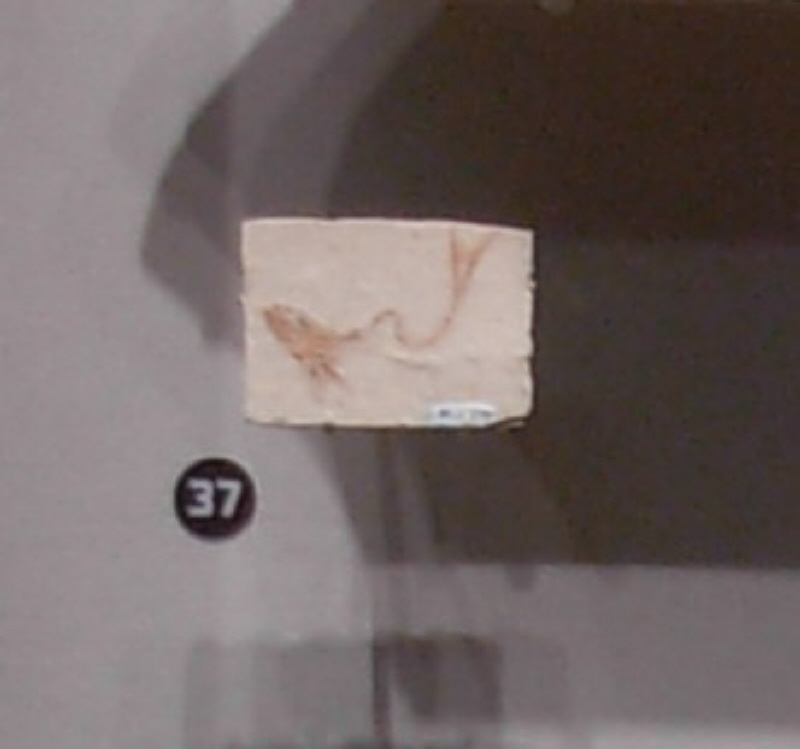
Anaethalion knorri
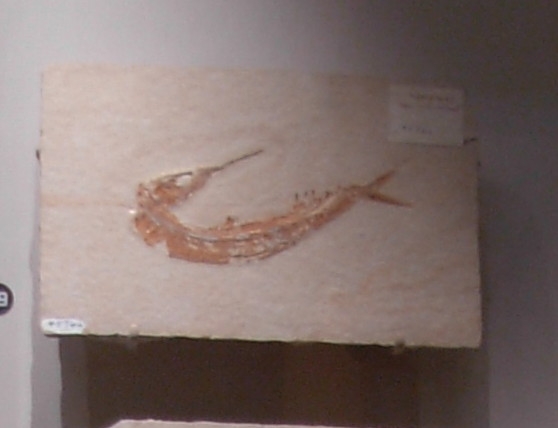
Belonostomus
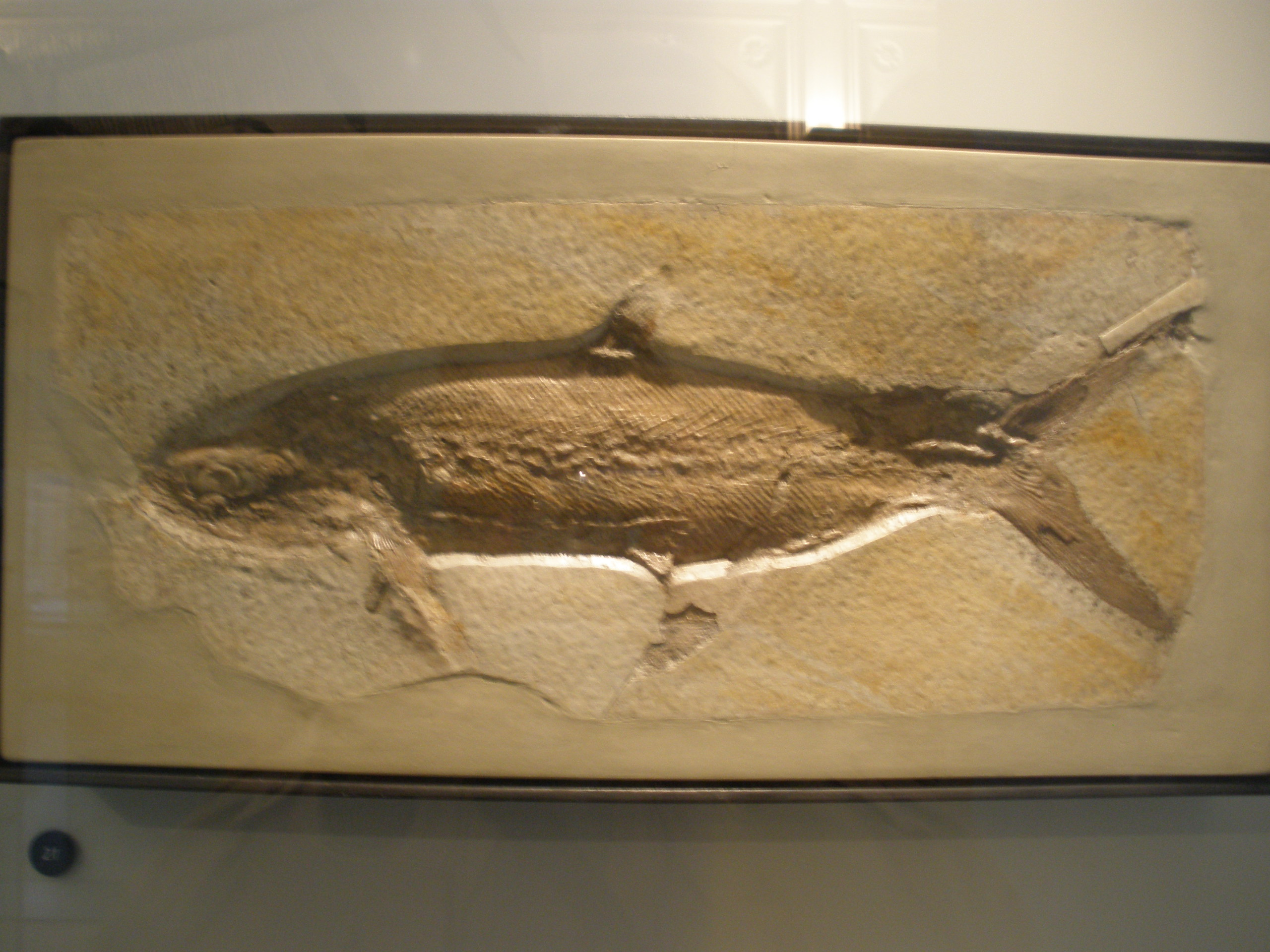
Caturus velifer
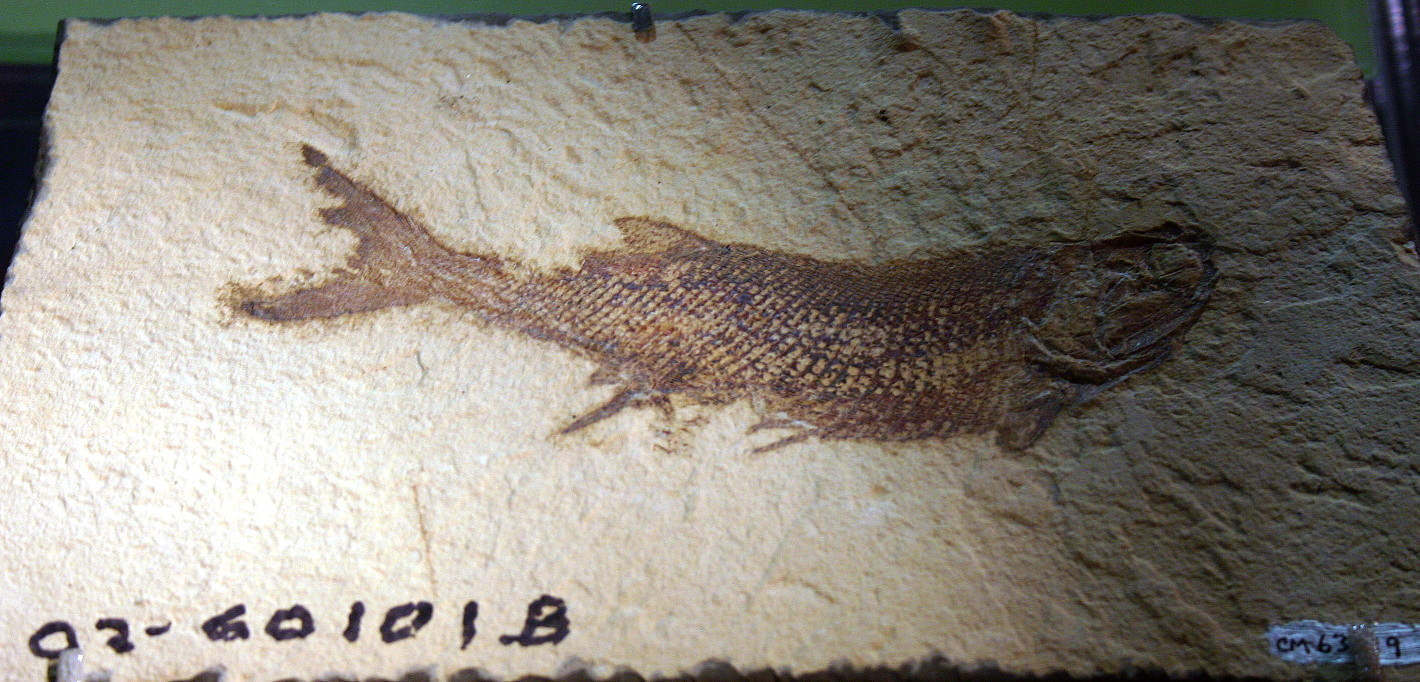
Cyranorhis bergeraci
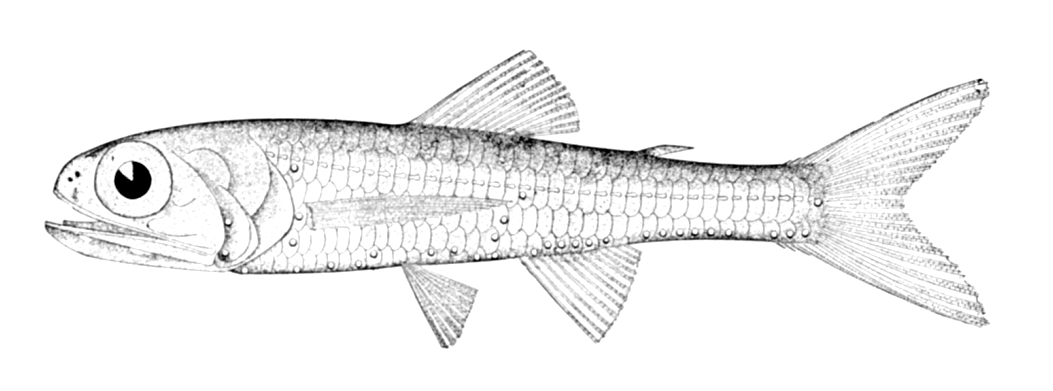
prickfisk
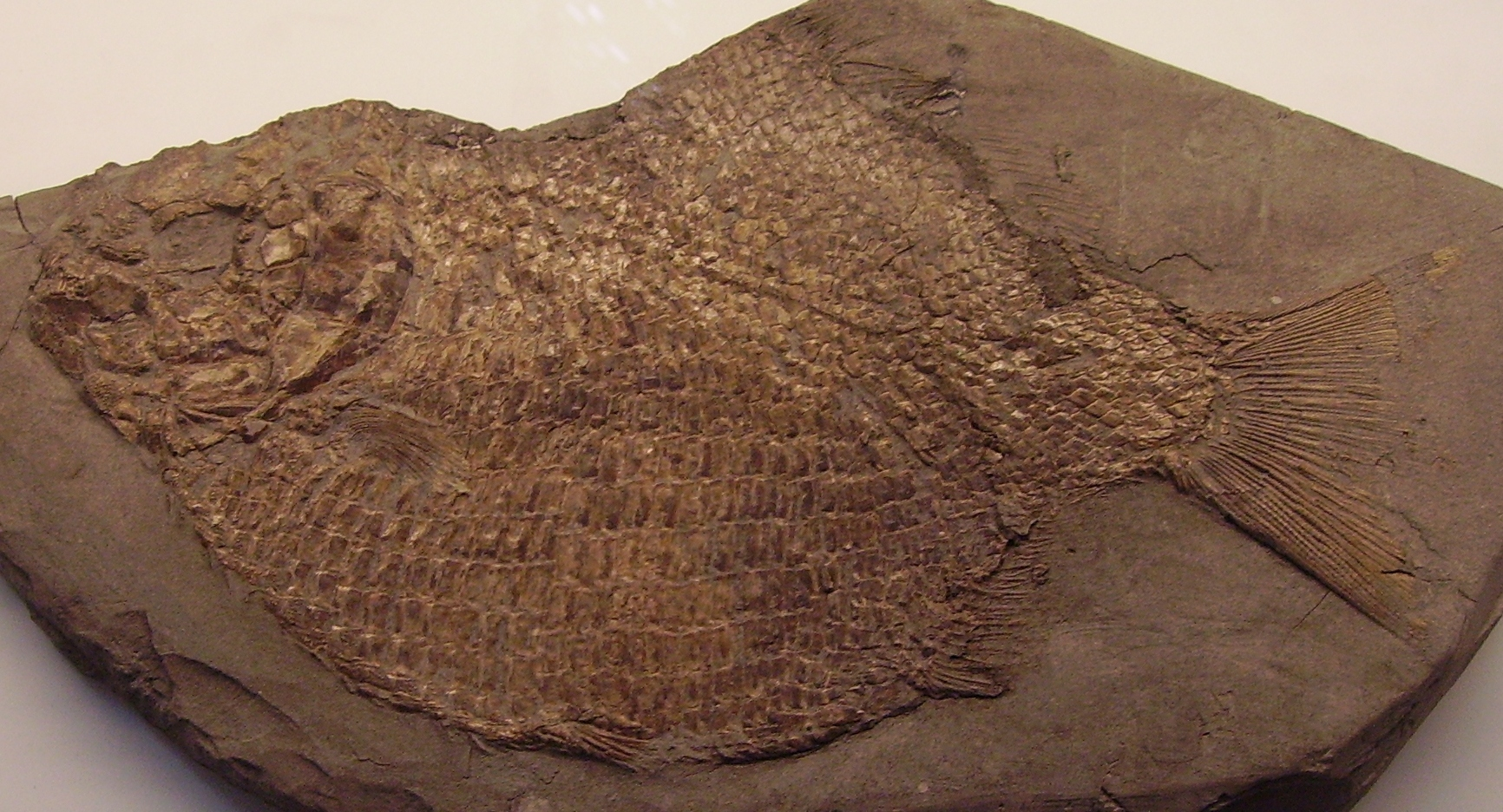
Dapedium politum
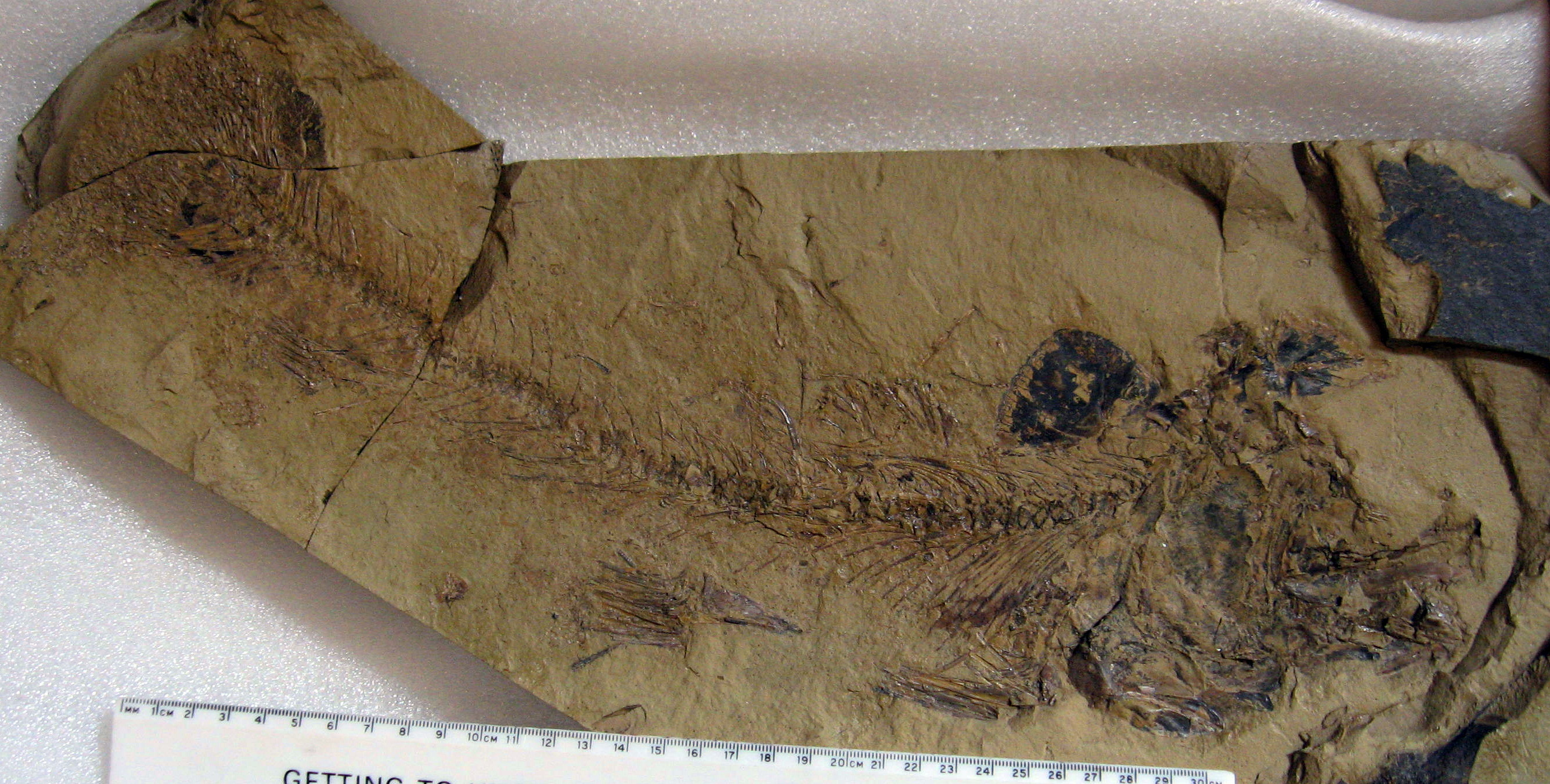
Eosalmo
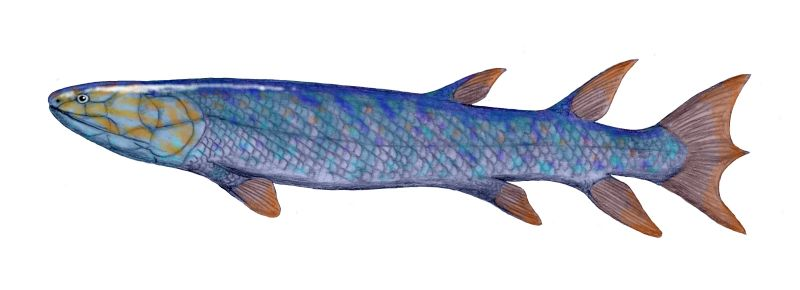
Eusthenopteron
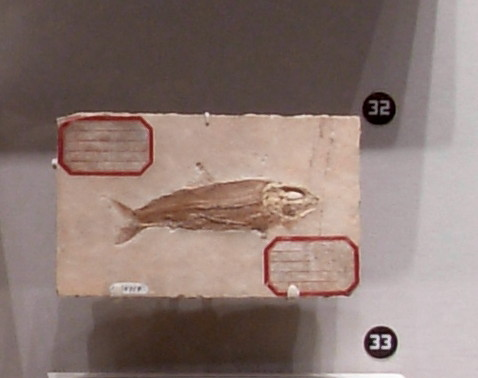
Furo longiserratus
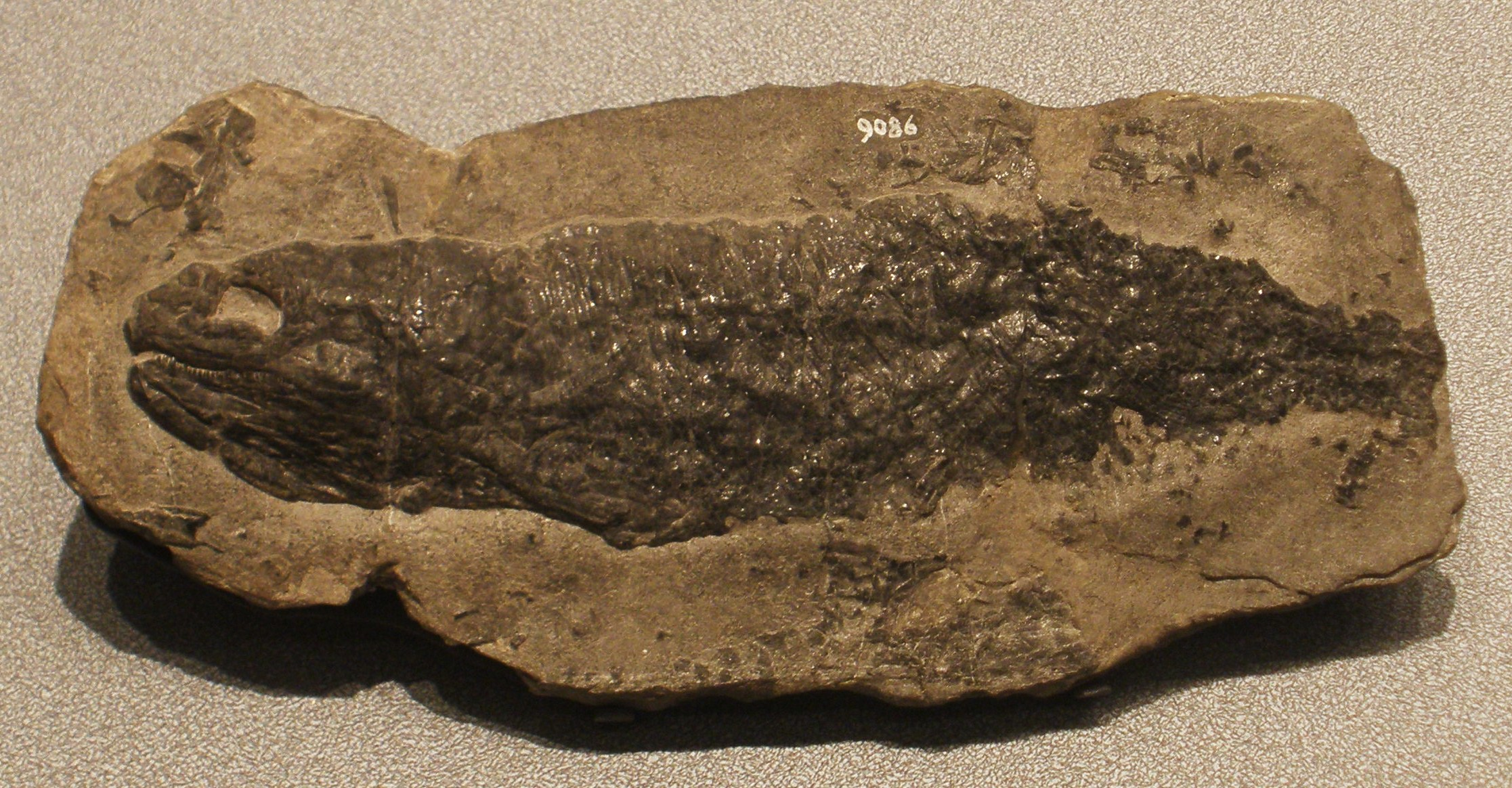
Gabanellia
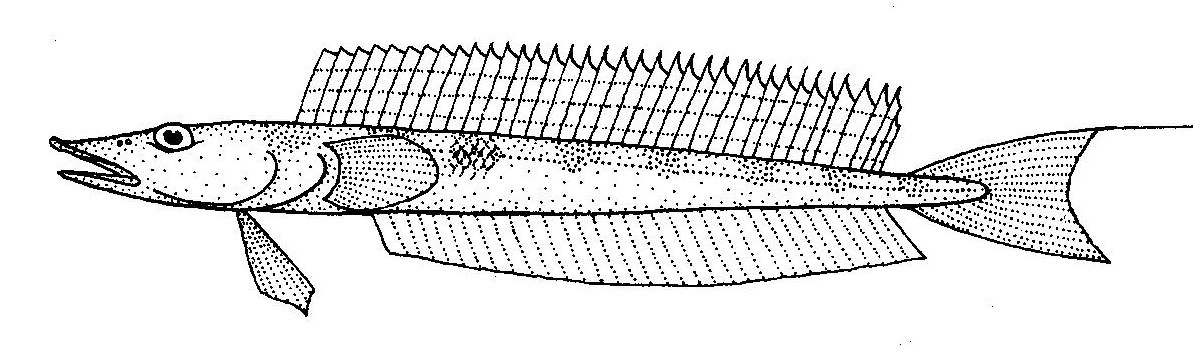
Hemerocoetes (H. monopterygius)
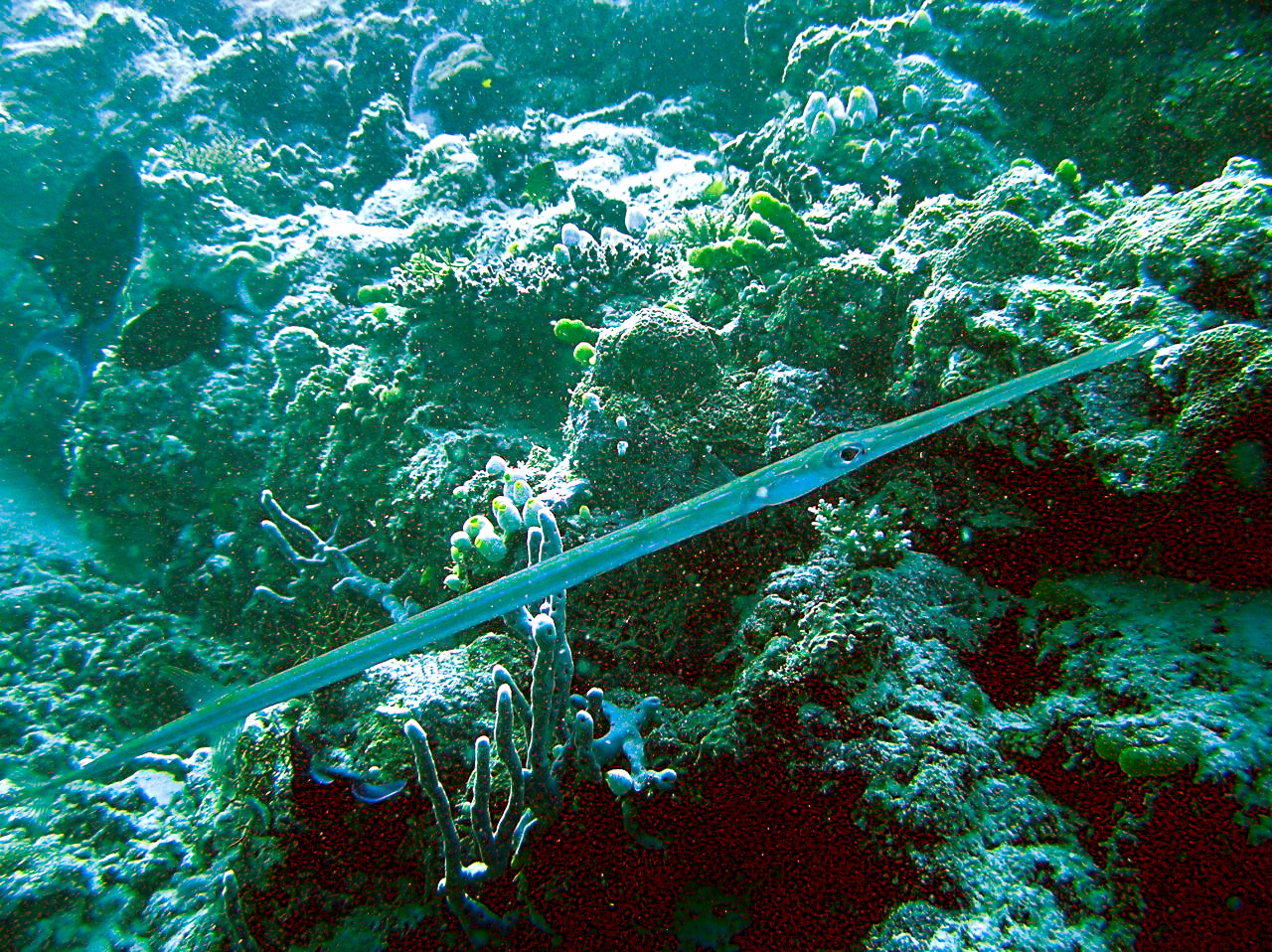
Fistularia
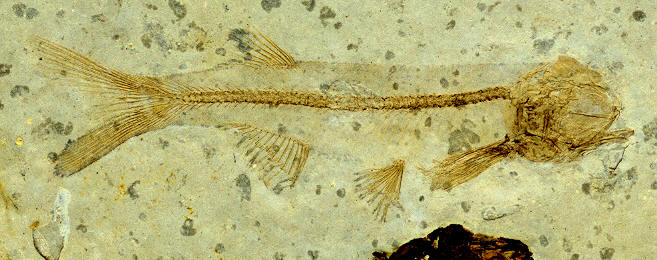
Fossil av Lycoptera davidi
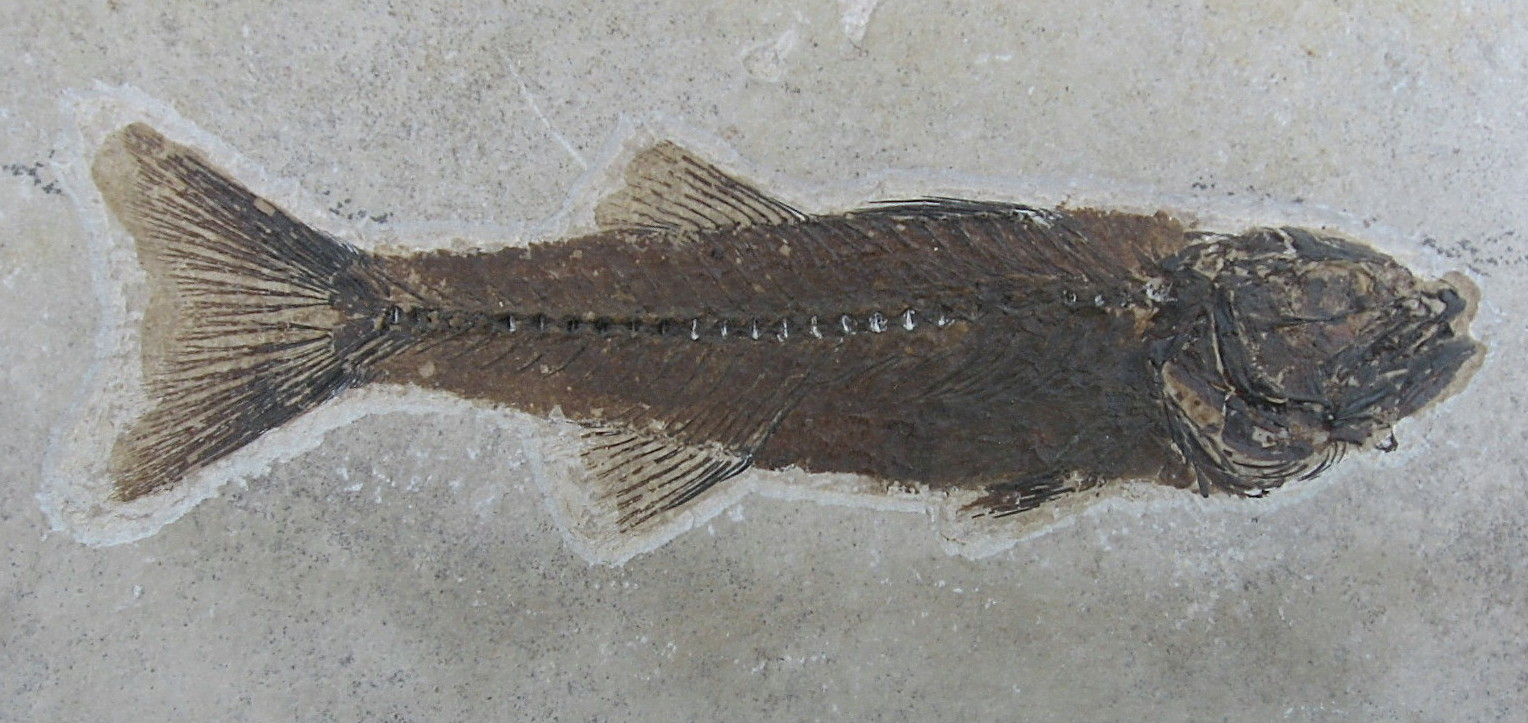
Mioplosus labracoides
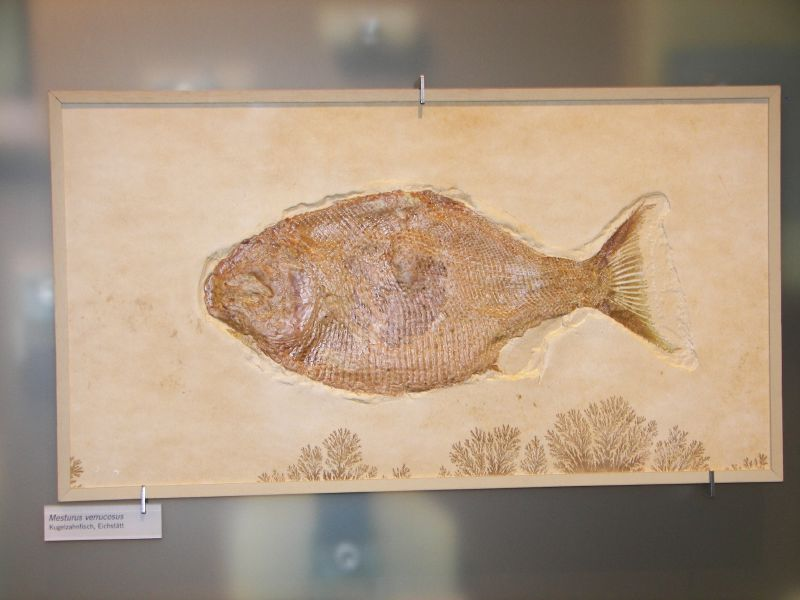
Mesturus fossil
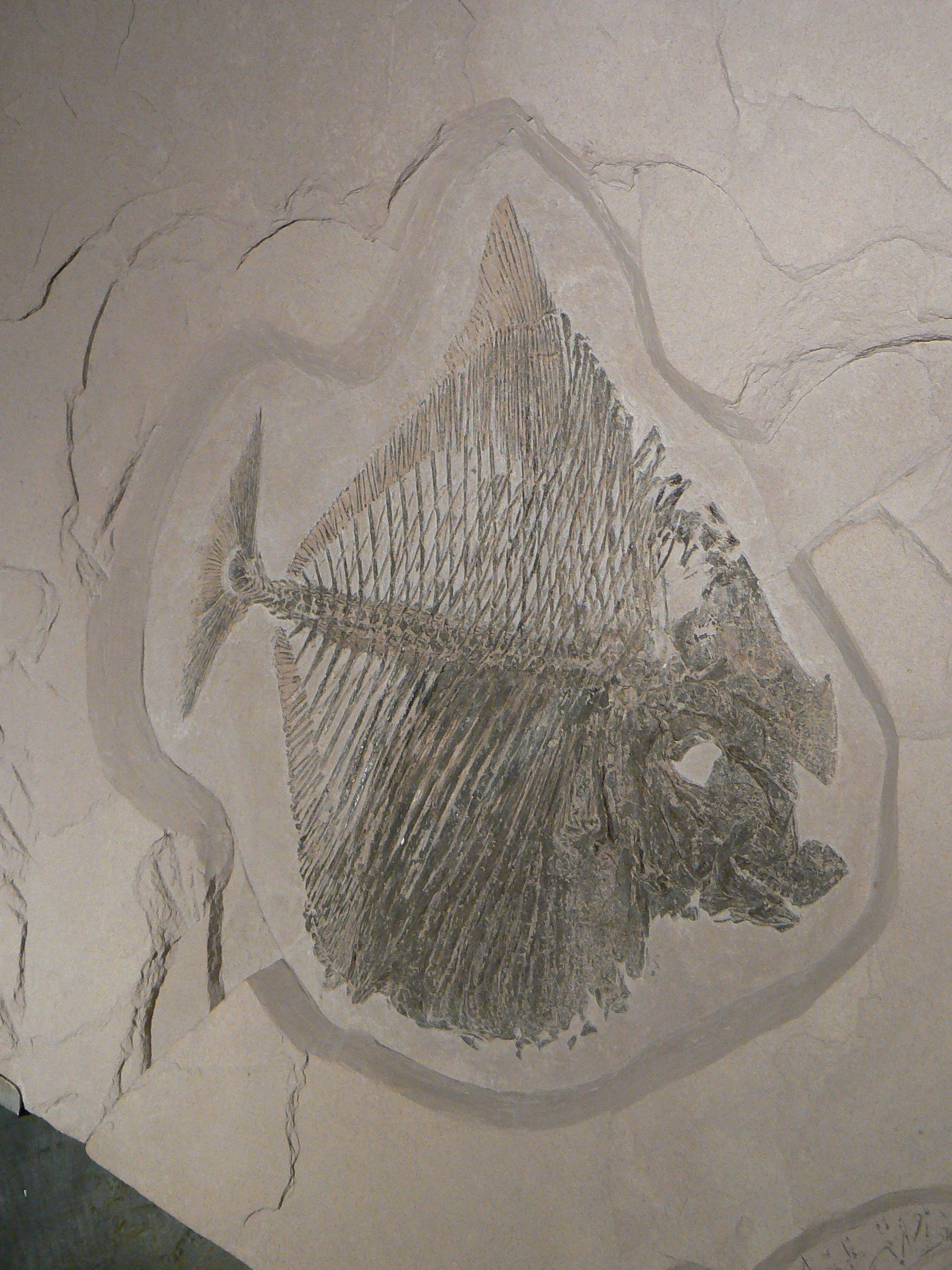
Nursallia Gutturosum
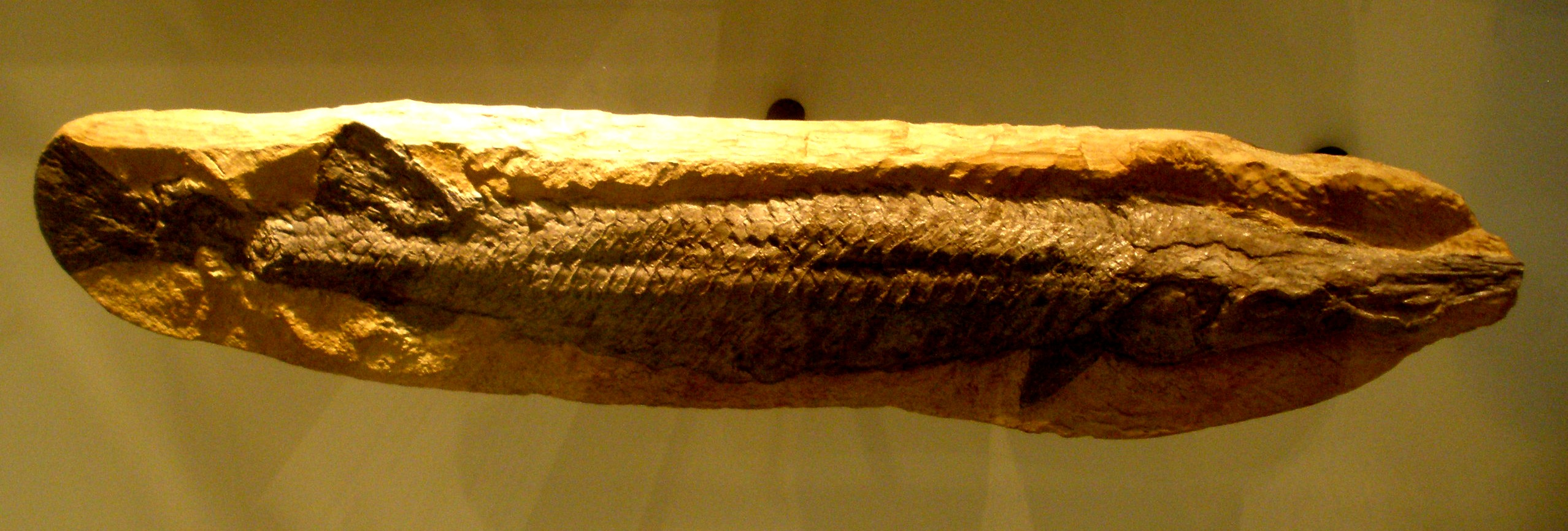
Obaichthys decoratus
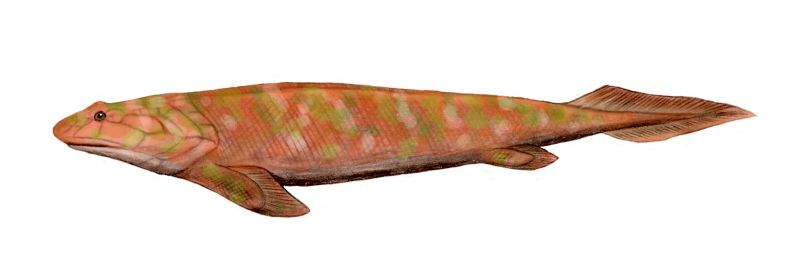
återskapande av Panderichthys
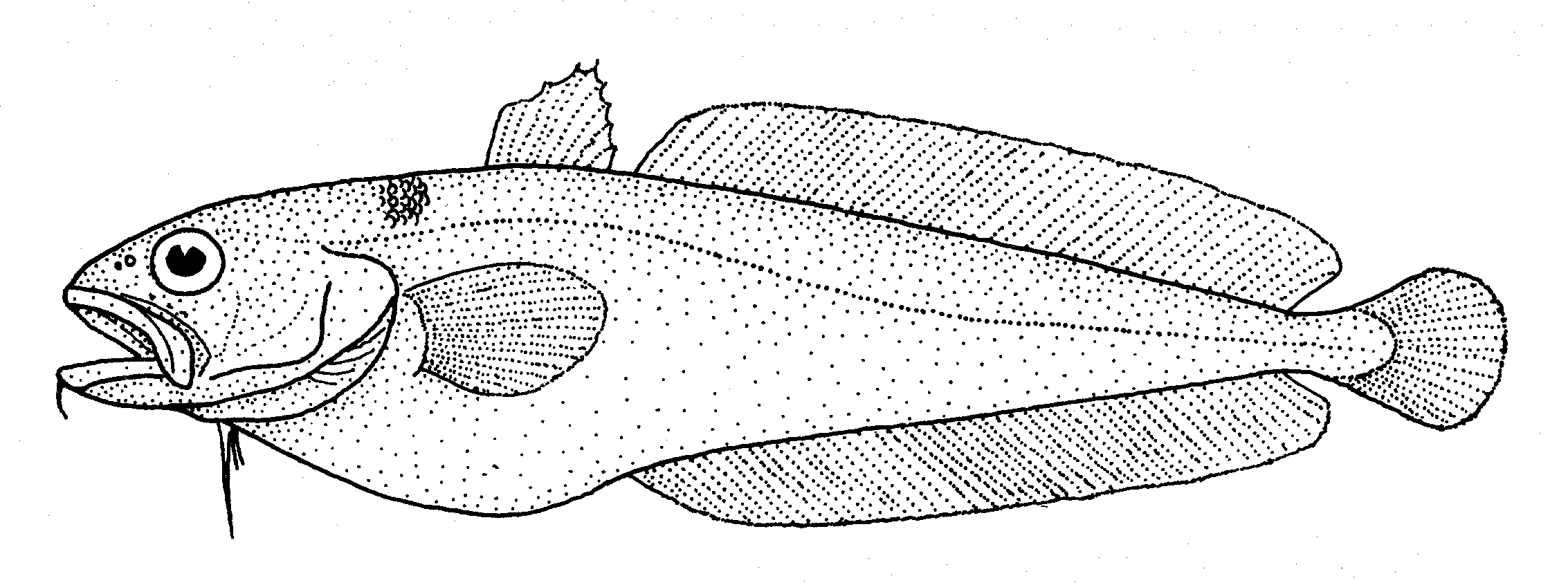
En modern art av Pseudophycis (P. breviuscula)
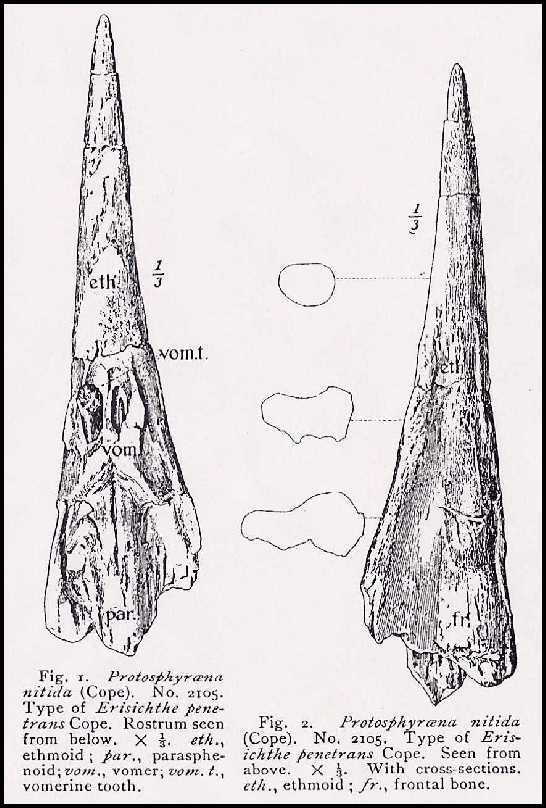
Protosphyraena nitida
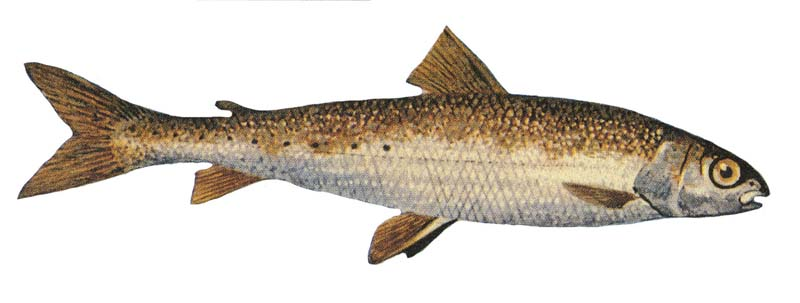
En moderna art av Prosopium (P. cylindraceum)
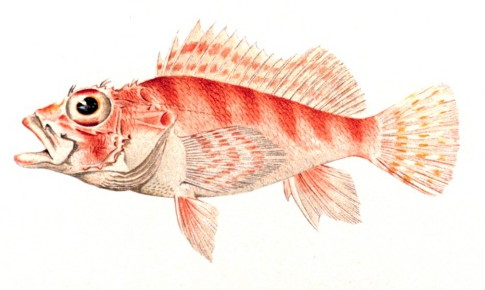
Ett exempel på en modern Pontinus, art, (P. nematophthalmus)
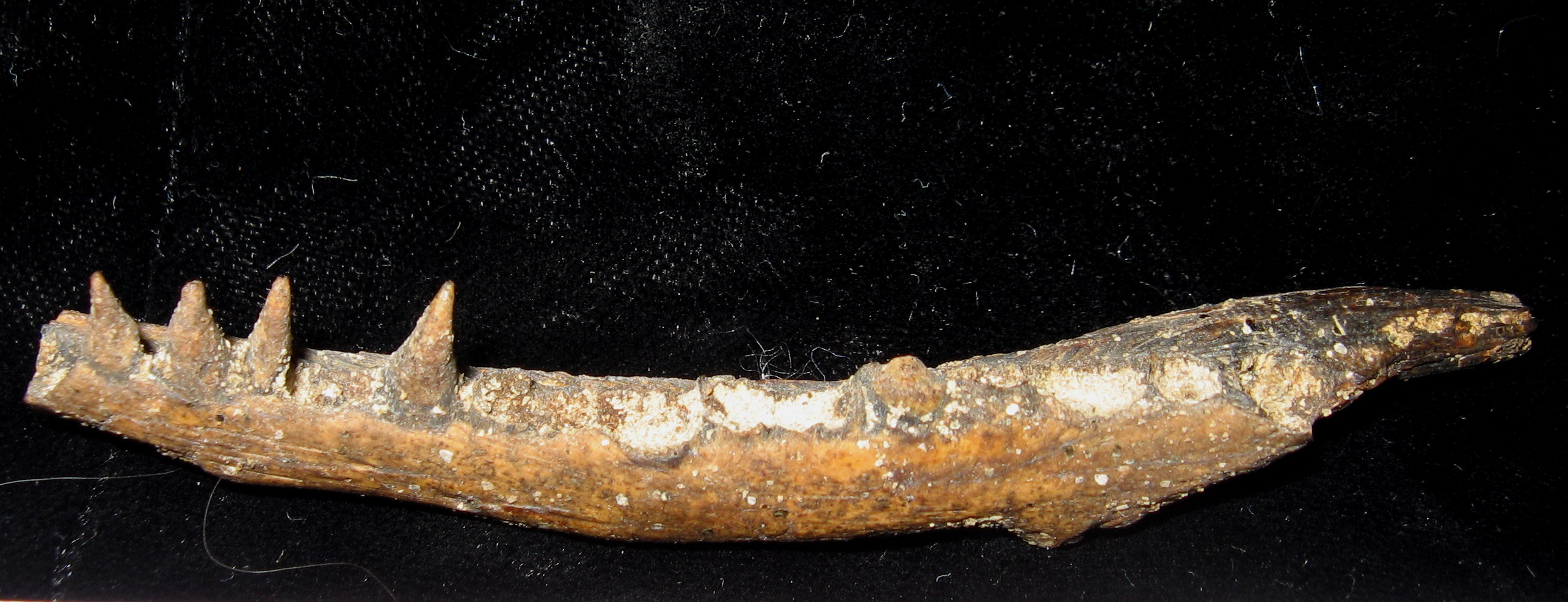
Rhabdofario lacustris
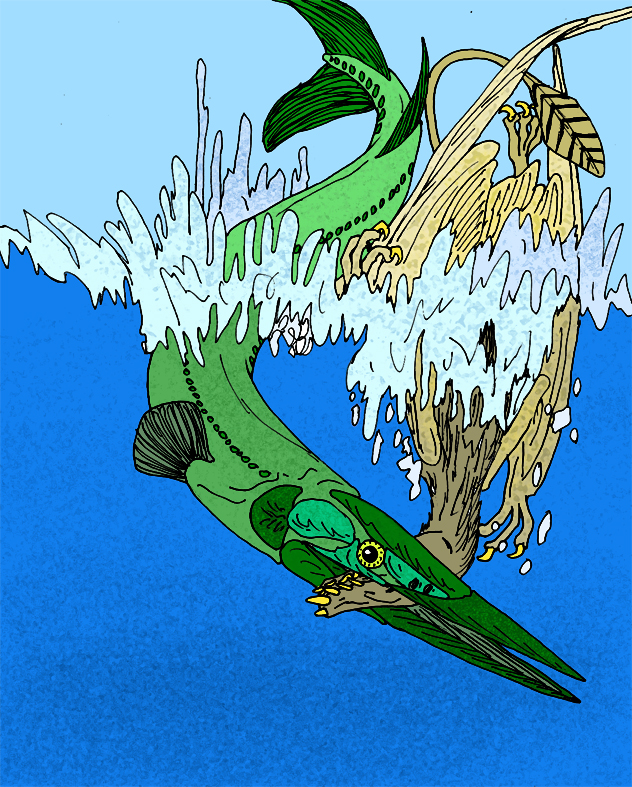
Saurichthys
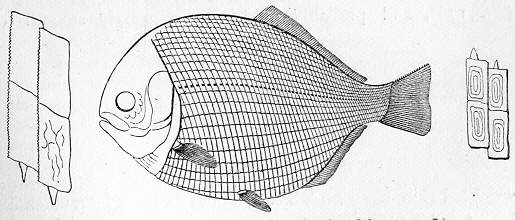
Tetragonolepis
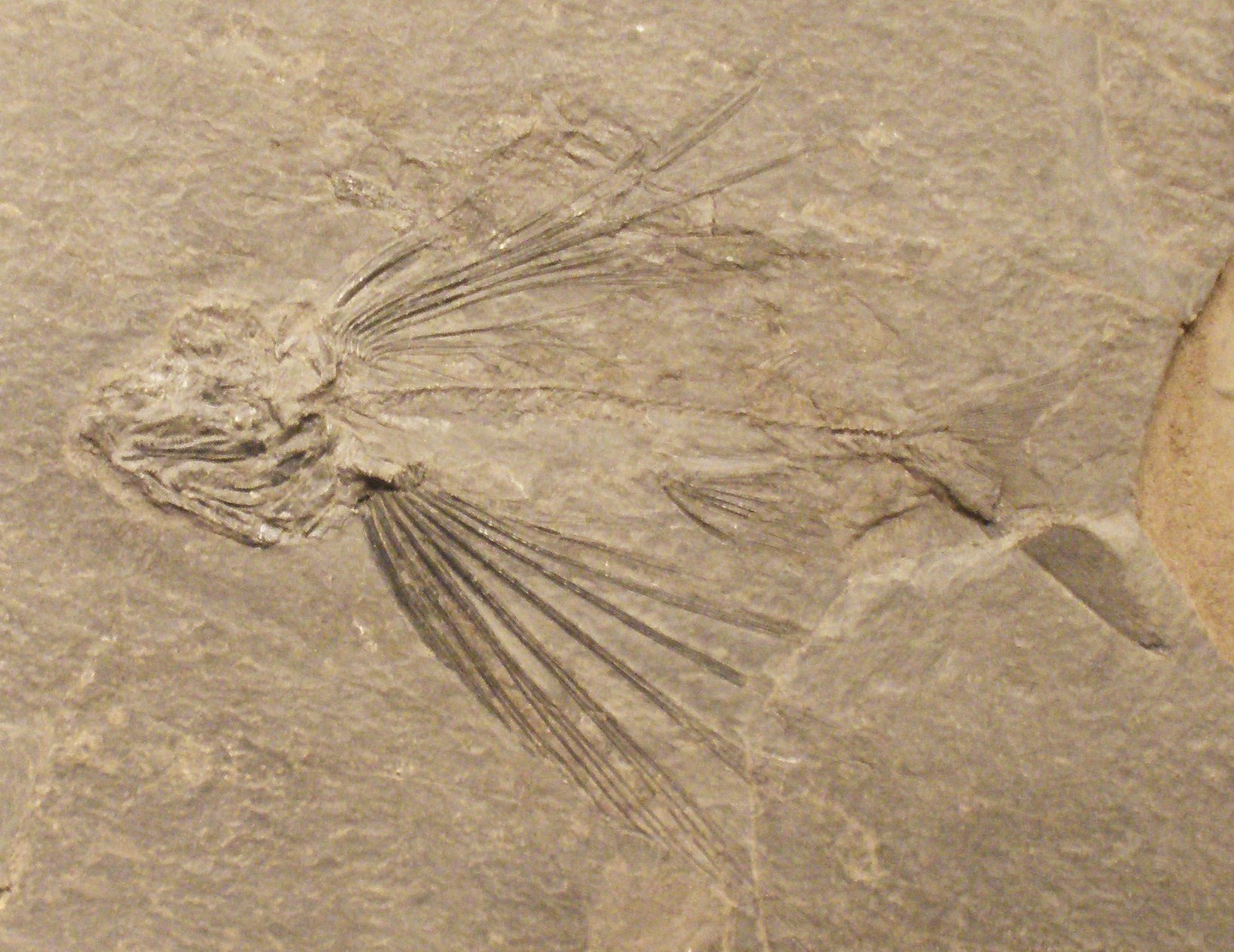
Thoracopterus magnificus
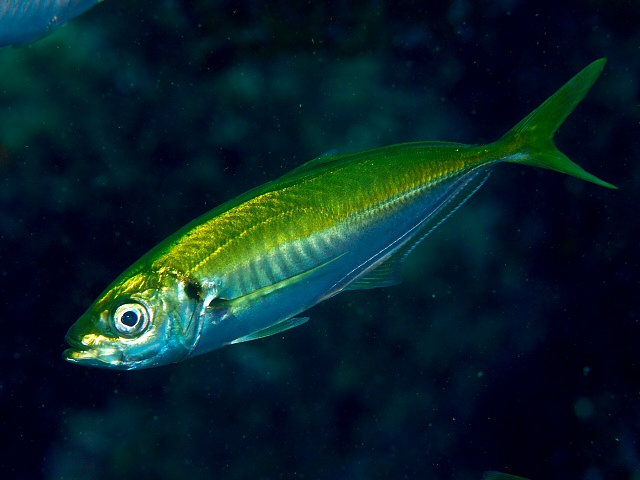
(T. japonicus)
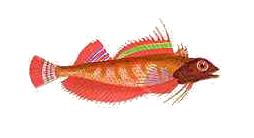
Tripterygion
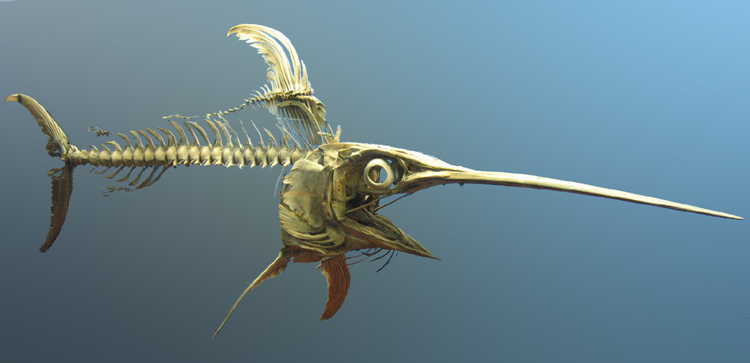
svärdfiskar är moderna medlemmar av Xiphias.
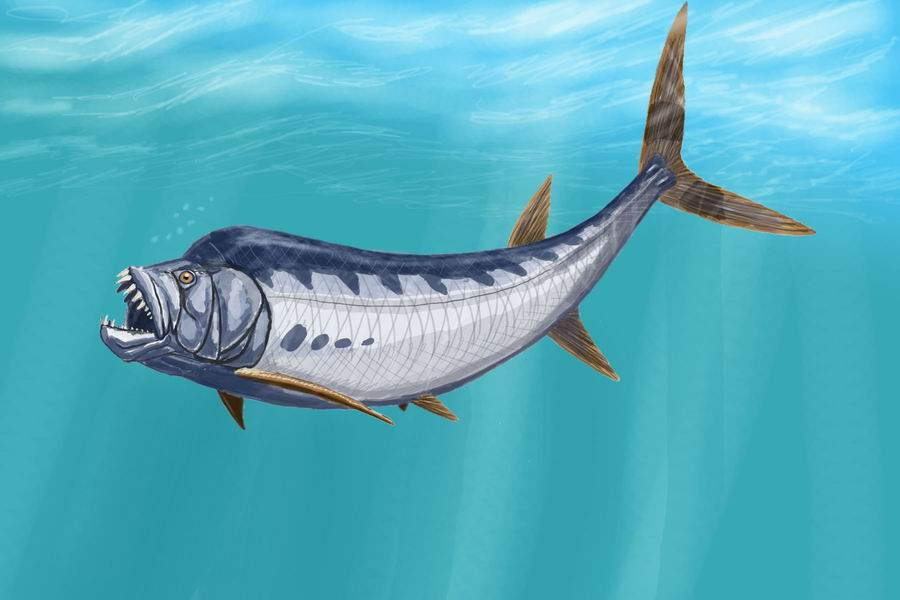
Xiphactinus
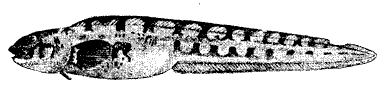
Zoarces viviparus är en modern art av släktet Zoarces
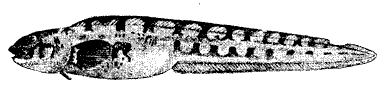
Zoarces viviparus är en modern art av släktet Zoarces